# Sybistroma biniger
Sybistroma biniger är en tvåvingeart som först beskrevs av Yang och Saigusa 1999.  Sybistroma biniger ingår i släktet Sybistroma och familjen styltflugor.
Artens utbredningsområde är Sichuan (Kina). Inga underarter finns listade i Catalogue of Life.